# KS7 (marca)
KS7 es una compañía chilena nacida en el año 2015 dedicada a la fabricación de ropa deportiva, y patrocinadora de eventos. Su sede principal se encuentra en la comuna de Estación Central, en Santiago de Chile.
Fue fundada por los chilenos Alejandro Sanhueza Philimon y Jacqueline Alcalde Sepulveda.
El origen del nombre se deriva en las antiguas tiendas deportivas «Kato» y «Sanhueza», más el número «7».
Entre sus patrocinios se destaca, el club Universidad de Concepción, quien ha llevado la marca al concierto internacional, específicamente a nivel CONMEBOL.
En el año 2017, se transformó en el proveedor de Arbifup Árbitros, entidad encargada de los árbitros de fútbol en Chile. Además, ese mismo año creó una alianza junto a la Liga Nacional de Básquetbol de Chile, donde se encargaba de vestir tanto al Personal de Árbitros, como también a la Selección Chilena.
En el año 2019, nuevamente firma un acuerdo con una federación chilena, esta vez fue la de Tenis, convirtiéndose así en el proveedor deportivo tanto del Equipo de Copa Davis, como también del Equipo de Fed Cup.
En el año 2020, se internacionaliza, firma con el club Tacuarembó de Uruguay.